# Jan Roelants
Jan (John) Frans Roelants (Borgerhout, 29 december 1907 - Herentals, 21 september 1980) was een Belgisch syndicalist en politicus voor de BWP en vervolgens de BSP.

## Levensloop
Aanvankelijk was hij letterzetter. In 1921 vatte hij een studie maatschappelijk assistent aan bij de Arbeidershogeschool. In 1933 werd hij verkozen tot gewestelijk secretaris van de Algemene Centrale van het arrondissement Turnhout. Vanaf juli 1936 tot 1 januari 1968 maakte hij tevens deel uit van het nationaal bestuur van deze socialistische vakcentrale.
In 1939 werd Roelants politiek actief als gemeenteraadslid te Turnhout, een mandaat dat hij uitoefende tot 4 september 1945 en opnieuw van 1947 tot 1954. Vervolgens werd hij in 1954 in de Senaat verkozen als provinciaal senator voor Antwerpen, wat hij bleef tot in 1958. Hierop aansluitend was hij van 1958 tot 1971 rechtstreeks verkozen senator voor het Kiesarrondissement Mechelen-Turnhout en van 1971 tot 1974 gecoöpteerd senator. In 1958 werd hij tevens actief als gemeenteraadslid te Herentals, wat hij bleef tot in 1976.
Tevens had hij in deze periode van, 7 december 1971 - 10 maart 1974, als gevolg van het toen bestaande dubbelmandaat ook zitting in de Cultuurraad voor de Nederlandse Cultuurgemeenschap, die op 7 december 1971 werd geïnstalleerd en de verre voorloper is van het Vlaams Parlement.